# Eddie Southern
Silas Edward "Eddie" Southern, född 4 januari 1938 i Dallas, Texas, död 17 maj 2023 i Richardson, Texas, var en amerikansk friidrottare inom häcklöpning.
Southern blev olympisk silvermedaljör på 400 meter häck vid sommarspelen 1956 i Melbourne.